# Gustav Reiniger
Gustav Albert Reiniger (* 4. August 1835 in Stuttgart; † 18. Januar 1903 ebenda) war ein Zigarrenfabrikant in Stuttgart und Mitglied des Reichstags des Deutschen Kaiserreichs.

## Leben
Reiniger besuchte in Stuttgart die Realschule. Später war er in Stuttgart als Zigarrenhersteller tätig. Über die Geschichte seines Unternehmens ist nichts mehr in Erfahrung zu bringen, nur dass es sich nicht um eine Fabrik, sondern um eine Manufaktur handelte, denn weder war ein Kesselhaus noch ein Maschinenraum zum Antrieb von Gerätschaften vorhanden. 1858 wurde er Mitglied der Stuttgarter Freimaurerloge Zu den drei Cedern.
Er unternahm Bildungsreisen nach Nordamerika und Westindien und war von 1874 bis 1891 Gemeinderat in Stuttgart.
Von 1881 bis 1884 war er Reichstagsabgeordneter für den Wahlkreis Württemberg 5 (Esslingen, Nürtingen, Kirchheim, Urach) und die Deutsche Reichspartei. Er war ein Gegner der Impfpflicht.